# ترميم بيئي

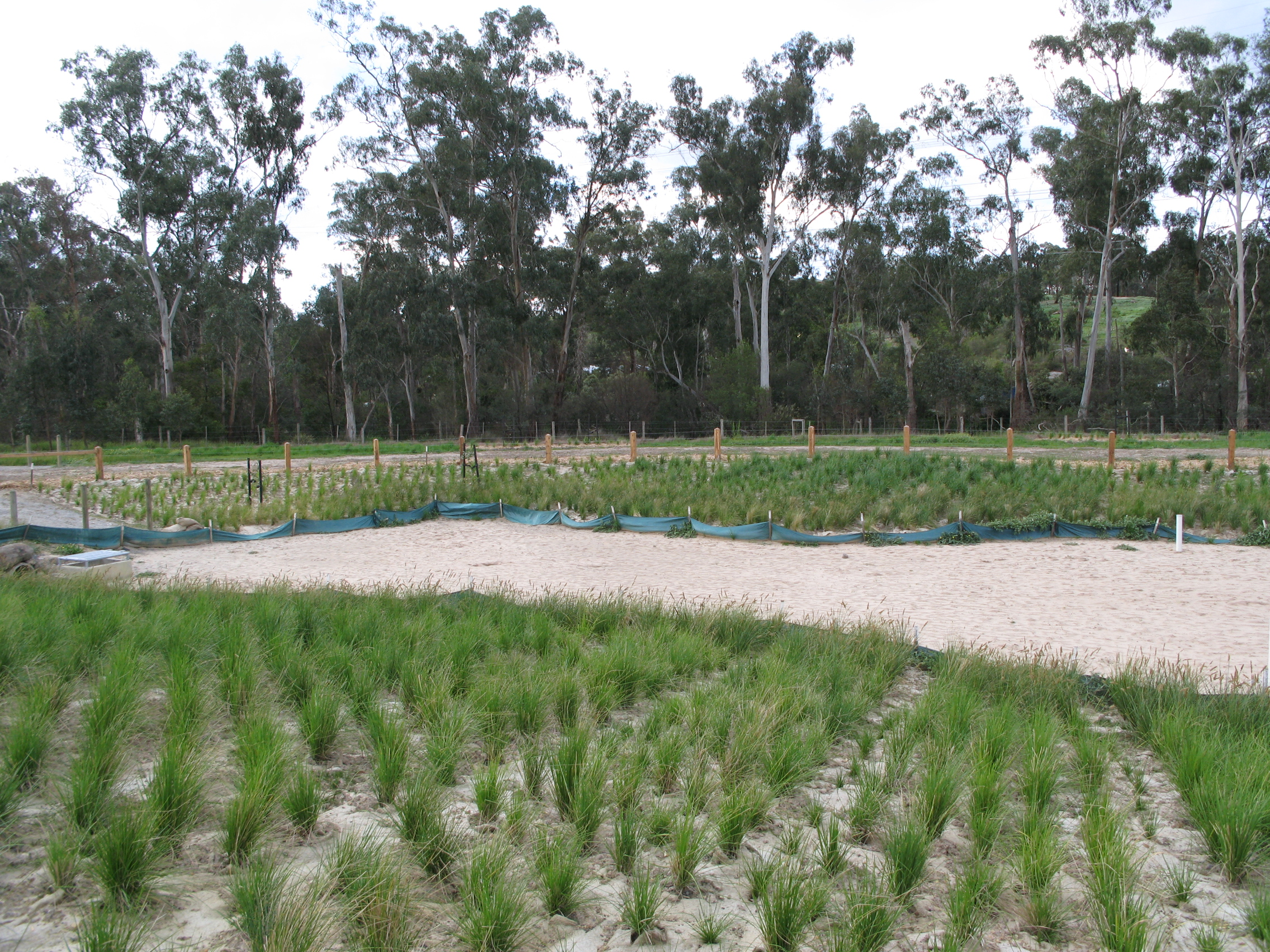
ترميم بيئي في ويتلاند في أستراليا.

إيكولوجيا الترميم أو الترميم البيئي (بالإنجليزية: Restoration ecology)‏، هي دراسة تجديد النظم البيئية المتدهورة أو التي أصابها تلف، أو دمرت من خلال تدخل بشري نشط. بدأت كمجال مُنفصل في علم البيئة مُنذ ثمانينات القرن العشرين.
تقدم الأنظمة البيئية الطبيعية خدمات بيئية على شكل موارد مثل الطعام والوقود والأخشاب وتنقية الهواء والماء، وتحليل النفايات وتنقيتها من السموم، وتنظيم المناخ، وتجديد خصوبة التربة وتلقيح المحاصيل. قُدرت قيمة هذه العمليات البيئية بحوالي تريليونات الدولارات سنوياً، ويوجد إجماع في الوسط العلمي على أن التدهور والدمار البيئي الذي أصاب العديد من الكائنات الحية يحدث على نطاق زمني -كارثي- قصير. يقدر العلماء المعدل الحالي لانقراض بعض الأنواع الحية، أو معدل انقراض الهولوسين، على أنه أكثر بحوالي 1000 إلى 10000 من المعدل الطبيعي الأساسي. تُعتبر خسارة الموطن الطبيعي المسبب الرئيس لانقراض بعض الأصناف وتراجع خدمات النظام البيئي. حُددت طريقتان لإبطاء معدل انقراض الكائنات الحية وتراجع خدمات النظام البيئي وهما المحافظة على المواطن الطبيعية القابلة للحياة وترميم المواطن المتدهورة. زادت التطبيقات التجارية للترميم البيئي بشكل كبير في السنوات الأخيرة، وأعلنت الأمم المتحدة في اجتماع الجمعية العامة في (1/3/2019) أنه سيركَّز على الترميم البيئي خلال الفترة الممتدة بين 2021-2030.

## التعريف
علم البيئة الترميمي هو الدراسة الأكاديمية للعملية، بينما يعبر مصطلح الترميم البيئي عن المشروع أو العملية الفعلية التي يقوم بها ممارسو الترميم. تُعرّف جمعية الترميم البيئي الترميم على أنه نشاط مقصود يبدأ أو يسرع إصلاح نظام بيئي ما فيما يتعلق بازدهاره وسلامته واستدامته، ويتضمن الترميم البيئي نطاقاً واسعاً من المشاريع التي تتضمن السيطرة على عمليات التعرية، وإعادة التحريج، وإزالة الأنواع المستقدمة والأعشاب، وإعادة الغطاء النباتي للمناطق المتضررة، وترميم المجاري المائية المفتوحة، وإعادة إدخال الأنواع الواطنة (يُفضل أن تكون أنواعاً واطنة متأقلمة محلياً)، وتحسين موطن الأصناف المستهدفة ومدى تنوعها.
يقول عالم الأحياء إدوارد أوسبورن ويلسون:«ها هي وسائل إنهاء موجة الانقراض العظيمة، وأعتقد أن القرن القادم سيكون عبارة عن مرحلة ترميم في علم البيئة».

## التاريخ
ظهر الترميم البيئي مجالا مستقلا في أواخر القرن العشرين. ابتكر المصطلح كل من «جون آبر» و«ويليام جوردن الثالث» عندما كانا في جامعة «ويسكونسن ماديسون». على أي حال، يمارس السكان الأصليون ومدراء الأراضي والحكام والناس العاديون الترميم البيئي والإدارة البيئية منذ آلاف السنين.
يُعتبر مرج «كورتيس» للأعشاب الطويلة مهد الترميم البيئي الحديث، وكان أول مرج يُقام عام 1936 في مستنبت جامعة «ويسكونسن ماديسون». أعاد عمال مدنيون زراعة أصناف نباتات من مرج قريب في مرعى أحصنة سابق، وأُشرف عليها من قبل أعضاء الهيئة التدريسية في الجامعة من بينهم عالم البيئة الشهير «ألدو ليوبولد»، وعالم النبات «ثيودور سبيري»، وعالم الفطريات «هنري. سي غرين»، وعالم النباتات «جون توماس كورتيس». أجرى «كورتيس» بمساعدة الخريجين من طلابه استطلاعاً شمل «ويسكونسن» بأكملها، وثّقوا الأصناف المحلية ووضعوا أول قائمة تضم ترميم أصناف الأعشاب الطويلة. عُثر على بقايا المروج في مواقع مثل مقابر رائدة وأراضٍ شُقت منها طرق لسكك حديدية وجُردت من قبل «كورتيس» وفريقه. كان مستنبت جامعة «ويسكونسن ماديسون» مركز أبحاث مروج الأعشاب الطويلة خلال النصف الأول من القرن العشرين، بالإضافة إلى مرج «غرين» القريب المحدَّث، ومزرعة (ألدو ليوبولد شاك أند فارم) والتقنيات الرائدة مثل تقنية الحرق الموصوف.
شهد النصف الثاني من القرن العشرين ازدهار الترميم البيئي خارج حدود «ويسكونسن». بدأت محطة (غرين أوكس) البيولوجية البالغة مساحتها 285 هكتار في جامعة «نوكس» عام 1955 تحت إشراف عالم الحيوانات «بول شيبارد»، وتبعها مرعى (شولينبرغ) البالغ مساحته 40 هكتاراً في مستنبت (مورتون) الذي بدأه عام 1962 كل من «راي شولينبرغ» و«بوب بيتز»، ثم عمل «بيتز» مع منظمة الحفاظ على البيئة ليؤسس مختبر (فيرميلاب) الوطني لمروج الأعشاب الطويلة عام 1974. شكلت هذه المشاريع الترميمية الرئيسة بداية ازدهار الترميم البيئي وتحوله من دراسات معزولة إلى ممارسات شائعة.
لطالما كانت «أستراليا» موقع مشاريع ترميم بيئية مهمة تاريخياً. عام 1935، بدأ «آمبروس كروفورد» بترميم منطقة متدهورة مساحتها 4 فدانات (1,7 هكتار) من غابة (بيغ سكراب) (الغابة المطرية الاستوائية المنخفضة) في محمية (لوملي بارك) في «ألستونفيل» في شمال «نيوساوث ويلز». كانت تقنيات الترميم الأساسية التي اتبعها هي إزالة الأعشاب الضارة وزراعة أصناف نباتية محلية مناسبة. ما تزال محمية الغابة المطرية المرمَمة موجودة اليوم وهي موطن لأصناف نباتية وحيوانية مهددة بالانقراض. أطلق «ألبرت موريس» مع زملائه المرممين مشروع تجديد منطقة (بروكن هيل) عام  1936 الذي تضمن التجديد الطبيعي للنباتات المحلية في موقع متدهور بشكل كبير تبلغ مساحته مئات الهكتارات في منطقة قاحلة غرب «نيوساوث ويلز». اكتمل المشروع الناجح عام 1958، وما تزال منطقة (بروكن هيل) المجدَدة تلعب دوراً بيئياً اليوم.

## الأسس النظرية
يعتمد الترميم البيولوجي على مجموعة كبيرة من المفاهيم البيئية.

### اضطرابات
الاضطراب هو تغير في الحالات البيئية يؤدي إلى خلل في وظائف النظام البيئي، ويمكن أن يحدث على نطاقات مكانية وزمانية متنوعة، وهو مكون طبيعي للعديد من المجتمعات الأحيائية. على سبيل المثال، تستخدم معظم عمليات ترميم الغابات والمراعي النار باعتبارها نظام اضطراب طبيعي. على أي حال، ازدادت شدة التأثير البشري ونطاقه في القرون الأخيرة. من المهم تمييز الفرق بين الاضطرابات الطبيعية وتلك التي يسببها البشر إن أردنا فهم كيفية ترميم العمليات الطبيعية وتقليل التأثيرات البشرية على النظام البيئي.
التعاقب البيئي هو العملية التي يتغير من خلالها مجتمع ما مع مرور الوقت خصوصاً عقب اضطراب ما. في حالات عديدة، سيتحول النظام البيئي من كونه على مستوى بسيط من التنظيم يحتوي على أصناف رائدة مسيطرة ليصبح معقداً ويحتوي العديد من الأصناف المرتبطة مع بعضها. ينطوي الترميم عادة على بدء العمليات البيئية التعاقبية أو مساعدتها أو تسريعها اعتماداً على شدة الاضطراب. بعد الاضطرابات الطبيعية والبشرية -الخفيفة إلى المتوسطة-، يتضمن الترميم في هذه الأنظمة تسريع المسارات التعاقبية الطبيعية عن طريق الإدارة الدقيقة. على أي حال، في الأنظمة التي تعرضت لاضطرابات أكثر شدة (كالأنظمة البيئية المدنية) قد يتطلب الترميم جهوداً مكثفة لإعادة خلق حالات بيئية تدعم العمليات البيئية المتعاقبة.

### التجزؤ
يصف مصطلح تجزؤ الموطن الانقطاعات المكانية في نظام بيولوجي، إذ تُجزّأ الأنظمة البيئية إلى أقسام أصغر من خلال التغيرات في استخدام الأرض (كالزراعة مثلاً) والاضطراب الطبيعي، ما يقلل عدد الجماعات الأحيائية ويزيد نسبة الانعزال. تُعتبر هذه التجمعات الأحيائية الصغيرة المعزولة أكثر تأثراً بالانقراض. يخفض تجزؤ الأنظمة البيئية من جودة الموطن الطبيعي. لحافة التجزؤ ظروف بيئية مختلفة وبالتالي تدعم أصنافاً مختلفة. باستطاعة المشاريع الترميمية زيادة العدد الفعال للجماعات الأحيائية (عن طريق إضافة مواطن طبيعية)، وتخفيف العزلة (عن طريق إنشاء محميات للمواطن الطبيعية تصل الأجزاء المعزولة). عكس آثار التجزؤ مكون رئيس في عملية الترميم البيئي.

### وظيفة النظام البيئي
تصف وظيفة النظام البيئي العمليات الرئيسة والأساسية في أي نظام طبيعي بما فيها دورة المغذيات وتدفقات الطاقة، ومن الضروري فهم تعقيدات وظائف هذه الأنظمة البيئية لمعالجة أي عملية بيئية في حال تدهورها. وظائف النظام البيئي هي خصائص بارزة للنظام البيئي بأَكمله، وبالتالي تُعد مراقبتها وإدارتها أمرين رئيسين لثبات النظام البيئي على المدى الطويل. تهدف الجهود الترميمية بسكل أساسي إلى وجود نظام بيئي فعال تماماً مكتفٍ بنفسه. علينا أن نفهم كيفية تأثير خواص النظام البيئي على الآخرين لترميم الوظائف المعنية وتحقيق هذا الهدف.